# (627) Харида
(627) Харида (др.-греч. Χάριτες) — астероид главного пояса, который был открыт 4 марта 1907 года немецким астрономом Августом Копффом в Гейдельбергской обсерватории и назван в честь Харит, богинь веселья и радости в древнегреческой мифологии.
- Орбита астероида Харида и его положение в Солнечной системе

Фотометрические наблюдения, проведённые в 2012 году в обсерватории Organ Mesa, позволили получить кривые блеска этого тела, из которых следовало, что период вращения астероида вокруг своей оси равняется 27,888 ± 0,002  часам, с изменением блеска по мере вращения 0,35 ± 0,02 m.